# Jörn-Peter Schmidt-Thomsen
Jörn-Peter Schmidt-Thomsen (* 13. September 1936 in Detmold; † 19. Dezember 2005 in Berlin) war ein deutscher Architekt und Hochschullehrer.

## Leben

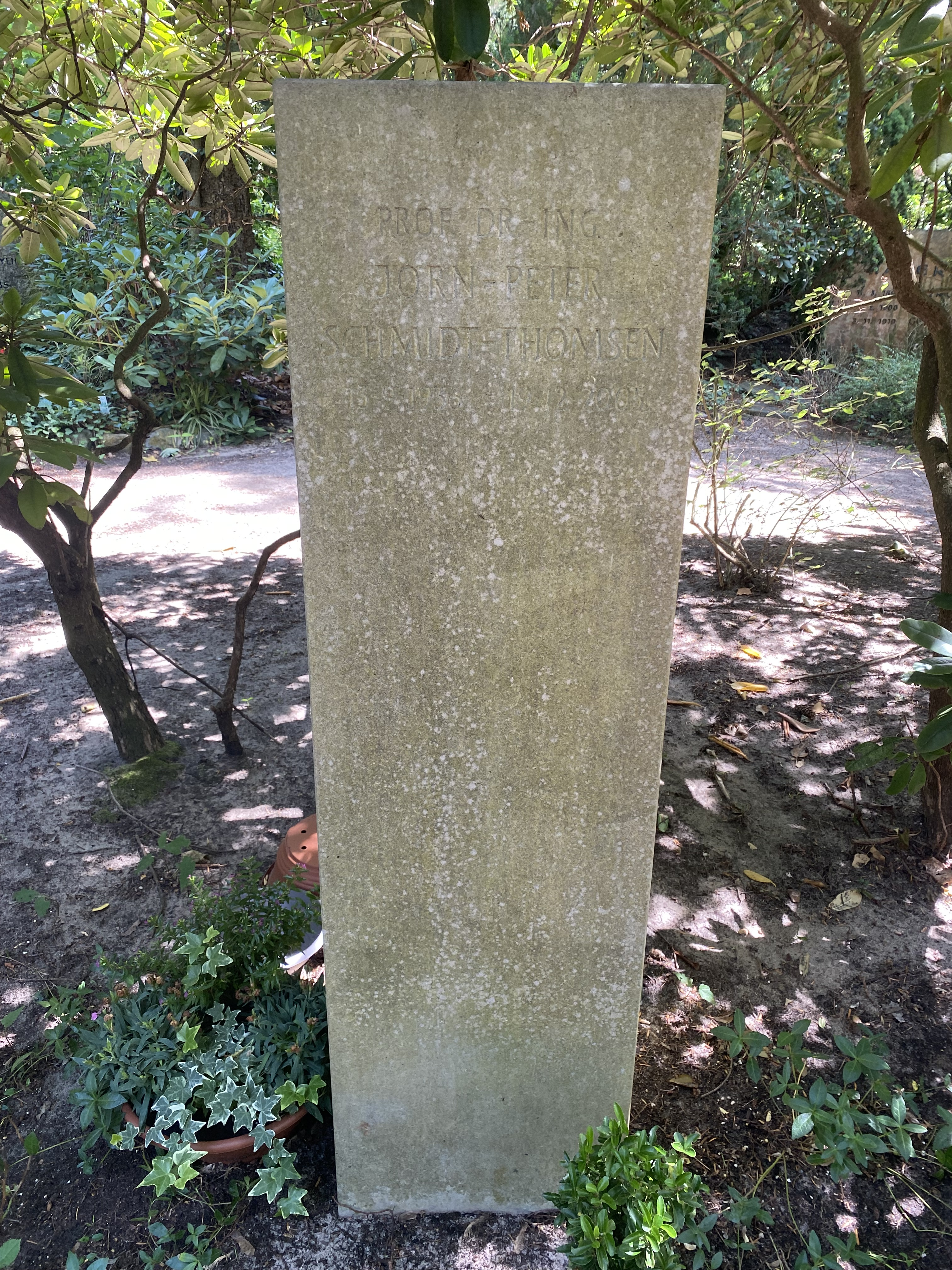
Grabstätte auf dem Friedhof Heerstraße

Jörn-Peter Schmidt-Thomsen studierte Architektur an der Technischen Universität Berlin (TU Berlin). 1966 wurde er dort mit der Arbeit Floreale und futuristische Architektur: Das Werk von Antonio Sant'Elia promoviert. Später habilitierte er sich an der TU Berlin. Es folgten Auslandsaufenthalte und Stipendien in den USA, in Indien und Sri Lanka. Als angestellter Architekt arbeitete Schmidt-Thomsen 1966 bei Dietrich Garski. Das Projekt, das er für Garski bearbeitete, war ein Büro- und Wohnhaus Menzelstraße/Taubertstraße in Berlin-Grunewald.
In den 1960er Jahren gründeten Jörn-Peter Schmidt-Thomsen, seine Ehefrau Helga Schmidt-Thomsen, Ina Hassenstein und Dietrich Hassenstein ein Architekturbüro, dass sie selbst als Entwurfs- und Planungskooperativ bezeichneten. Aus diesem Kollektiv ging eine GmbH hervor, die sogenannte Arbeitsgruppe für Stadtplanung und Kommunalbau (ASK). Einer der bekannten Bauten, der in Berlin nach Plänen der ASK errichtet wurde, ist eine Wohnbebauung an der Potsdamer Straße in Berlin-Schöneberg, 1975–1977, direkt gegenüber vom Kathreiner-Haus. 1972 erhielt Jörn-Peter Schmidt-Thomsen einen Ruf als Professor an die TU Berlin auf den Lehrstuhl Gebäudekunde und Entwerfen, später war er auch Dekan des Fachbereiches.
Gegen Ende der 1970er Jahre gründeten Jörn-Peter und Helga Schmidt-Thomsen erneut ein Architekturbüro, diesmal jedoch ohne den vormals angestrebten Kollektivcharakter. In den 1980er Jahren waren Jörn-Peter und Helga Schmidt-Thomsen bei der Internationalen Bauausstellung 1987 in Berlin beteiligt. Sie errichteten mehrere Kindertagesstätten im Bereich IBA-Alt.
In den 1990er Jahren fand eine Erweiterung des Büros Schmidt-Thomsen statt. Paul Ziegert wurde zum Partner und das Planungsbüro umbenannt in Schmidt-Thomsen & Ziegert (SZT). Ein prominentes Projekt aus dieser Zeit ist der Neubau des Rundfunkkomplexes des Ostdeutschen Rundfunk Brandenburg in Potsdam-Babelsberg.
Schmidt-Thomsen war Gastprofessor an der Ball State University (USA), an der Tongji University in Shanghai (China) und an der Ki Song Koo University in Seoul (Korea). 2001 wurde er emeritiert. 2002 wurde Schmidt-Thomsen Präsident der Architektenkammer Berlin.
Jörn-Peter Schmidt-Thomsen starb überraschend am 19. Dezember 2005 im Alter von 69 Jahren in Berlin. Noch wenige Tage vor seinem Tod hatte er sich in die städtebauliche Debatte in Berlin eingeschaltet und für einen behutsamen Umgang mit prägnanten Bauten wie Deutschlandhalle und ICC eingesetzt. Das Grab von Jörn-Peter Schmidt-Thomsen befindet sich auf dem Friedhof Heerstraße in Berlin-Westend (Grablage: II-Wald-21f).

## Werk
In den 1960er und 1970er Jahren arbeitete Jörn-Peter Schmidt Thomsen neben seiner Ehefrau Helga Schmidt-Thomsen in zwei Planungsgruppen und war vor allem mit der Errichtung von Bauten für Erziehung und Bildung beschäftigt. Die beiden Gruppen, in denen Schmidt-Thomsen tätig war, waren die  Arbeitsgemeinschaft Grundschulstandardisierung und die Arbeitsgruppe für Stadtplanung und Kommunalbau (ASK). Nach den Plänen der Arbeitsgemeinschaft Grundschulstandardisierung (AGS) wurden in Berlin mehrere Grundschulen errichtet, so zum Beispiel die Eichendorff-Grundschule in Berlin-Charlottenburg (1972–1973), die Grundschule am Fließtal in Berlin-Hermsdorf (1972–1973) sowie die Reinhardswald-Grundschule in der Gneisenaustraße in Berlin-Kreuzberg (1975–1976). Prominente Bauten der Arbeitsgruppe für Stadtplanung und Kommunalbau sind die oben genannte Wohnbebauung in der Potsdamer Straße und die Carl-von-Ossietzky-Oberschule in der Blücherstraße in Kreuzberg (1973–1975).
Die Bauten der Arbeitsgemeinschaft Grundschulstandardisierung und der Arbeitsgruppe für Stadtplanung und Kommunalbau zeichneten sich durch das aus, was ihre Namen beinhalten: Standardisierung. In den 1970er Jahren war das Planungsverständnis von Jörn-Peter Schmidt-Thomsen vor allem geprägt durch die Ideen von Rationalisierung und Industrialisierung des Bauens.
Ganz im Gegensatz dazu stehen die Entwürfe, an denen Jörn-Peter Schmidt-Thomsen seit den 1980er Jahren arbeitete. Deutlich ist dies besonders an den IBA-Projekten von Jörn-Peter und Helga Schmidt-Thomsen. Beide entwickelten ortsspezifische und individuell zugeschnittene Lösungen für verschiedene Orte mit grundsätzlich verschiedenen Gestaltungen. Wie bei vielen Architekten, die in dieser Zeit planten, manifestierte sich der gesellschaftliche Wandel von der Spätmoderne zur Postmoderne direkt in deren Entwürfen. Die Entwürfe von Jörn-Peter und Helga Schmidt-Thomsen wurden kleinteiliger und pittoresker. Die Vorplanungen für den Block 145 im Rahmen der IBA-alt von 1981 zeigen axonometrische Entwurfszeichnungen im für die 1980er Jahre typischen postmodernen Stil.

## Bauten (Auswahl)
- 1971–1972: Kindertagesstätte Gossowstraße Ecke Motzstraße, Berlin-Schöneberg (ASK)
- 1971–1974: Kindertagesstätte Schlitzer Straße 17, Berlin-Reinickendorf (ASK)[3]
- 1972–1973: Eichendorff-Grundschule, Berlin-Charlottenburg (AGS)
- 1972–1973: Grundschule am Fließtal, Berlin-Hermsdorf (AGS)[12]
- 1972–1973: Fläming-Schule, Dickhardtstraße, Berlin-Steglitz (AGS)[13]
- 1972–1974: Borsigwalder Grundschule, Miraustraße 100, Grundschule Berlin-Reinickendorf (AGS)[14]
- 1972–1974: Carl-Schurz-Schule, Hakenfelder Straße 32, Berlin-Spandau, (AGS und die Arbeitsgemeinschaft Lichtfuß, v. Möllendorf, Windeck)
- 1972–1974: Kindertagesstätte Wutzkyallee 86–96, Berlin-Gropiusstadt (ASK)
- 1972–1974: Kindertagesstätte Reichenberger Straße 92–94, Berlin-Kreuzberg (ASK)
- 1973–1974: Grundschule am Fliederbusch, Kornradenstraße 2, Berlin-Neukölln (ASK)[15]
- 1973–1975: Carl-von-Ossietzky-Oberschule, Blücherstraße, Berlin-Kreuzberg (ASK)
- 1975–1976: Reinhardswald-Grundschule, Gneisenaustraße, Berlin-Kreuzberg (AGS)
- 1977–1979: Kindertagesstätte Wiclefstraße 5–6, Berlin-Moabit
- 1983–1986: Kindertagesstätte in der Cuvrystraße 25/27 (heute 26a), Helga Schmidt-Thomsen und Jörn-Peter Schmidt-Thomsen, realisiert im Rahmen der IBA Berlin nach einem Wettbewerbsgewinn[16][17]
- 1985: Jugendfreizeitheim Reichenberger Straße 44/45, Berlin-Kreuzberg, Helga Schmidt-Thomsen und Jörn-Peter Schmidt-Thomsen, realisiert im Rahmen der IBA Berlin[18]
- 1986–1989: Neugestaltung von Außenanlagen und Hauseingangsbereichen der Wohnhausgruppe 906 (Haus Ludwig Leo), Wilhelmsruher Damm, Berlin-Märkisches Viertel[19]
- 1987: Kindertagesstätte der Arbeiterwohlfahrt, Reichenberger Straße 122, Berlin-Kreuzberg, Helga Schmidt-Thomsen und Jörn-Peter Schmidt-Thomsen, realisiert im Rahmen der IBA Berlin[20]
- 1989–1991: Arbeitslehrezentrum, Edinburger Straße 49/Ofener Straße 7, Berlin-Wedding, Helga Schmidt-Thomsen und Jörn-Peter Schmidt-Thomsen[21]
- 1993–1996: Kindertagesstätte Bissingzeile 17–19, Berlin-Tiergarten, Helga Schmidt-Thomsen und Jörn-Peter Schmidt-Thomsen
- 1995–1998: Kindertagesstätte Bernhard-Lichtenberg-Straße 20, Berlin-Charlottenburg-Nord, Helga Schmidt-Thomsen und Jörn-Peter Schmidt-Thomsen
- 1997–1998: Kindertagesstätte Richard-Münch-Straße 1, Berlin-Spandau, Helga Schmidt-Thomsen und Jörn-Peter Schmidt-Thomsen
- 2000–2001: Neubau des Hörfunkkomplexes des Ostdeutschen Rundfunk Brandenburg in Babelsberg, Büro Schmidt-Thomsen & Ziegert[5]

## Veröffentlichungen
- Gemeinsam mit Peter Güttler, Robert Riedel und Ernst Heinrich: Berlin und seine Bauten Teil IV – Wohnungsbau Reihenhäuser, Bd. 4 D, Petersberg: Imhof 2002
- Gemeinsam mit Helga Schmidt-Thomsen und Manfred Scholz: „Schulen“, In: Peter Güttler (Hrsg.): Berlin und seine Bauten – Bauwerke für Kunst, Erziehung und Wissenschaft, Band V, C, Berlin: Ernst 1991, ISBN 3-433-02205-4.
- Räumliche Planungsgrundlagen für Sport und Freizeit, Berlin: Technische Universität 1976
- Gemeinsam mit Gerhard Arneth: Schulzentrum 2 Bad Salzuflen – Konzeption und Programm im Übergang von additiver zu integrierter Nutzung, Berlin: Technische Universität 1971
- Spielen und Lernen – Kindergärten, Kindertagheime, Kinderpflegeheime, Stuttgart: Krämer 1970
- Dissertation: Floreale und futuristische Architektur – das Werk von Antonio Sant'Elia, Berlin: Technische Universität 1967

## Bildergalerie

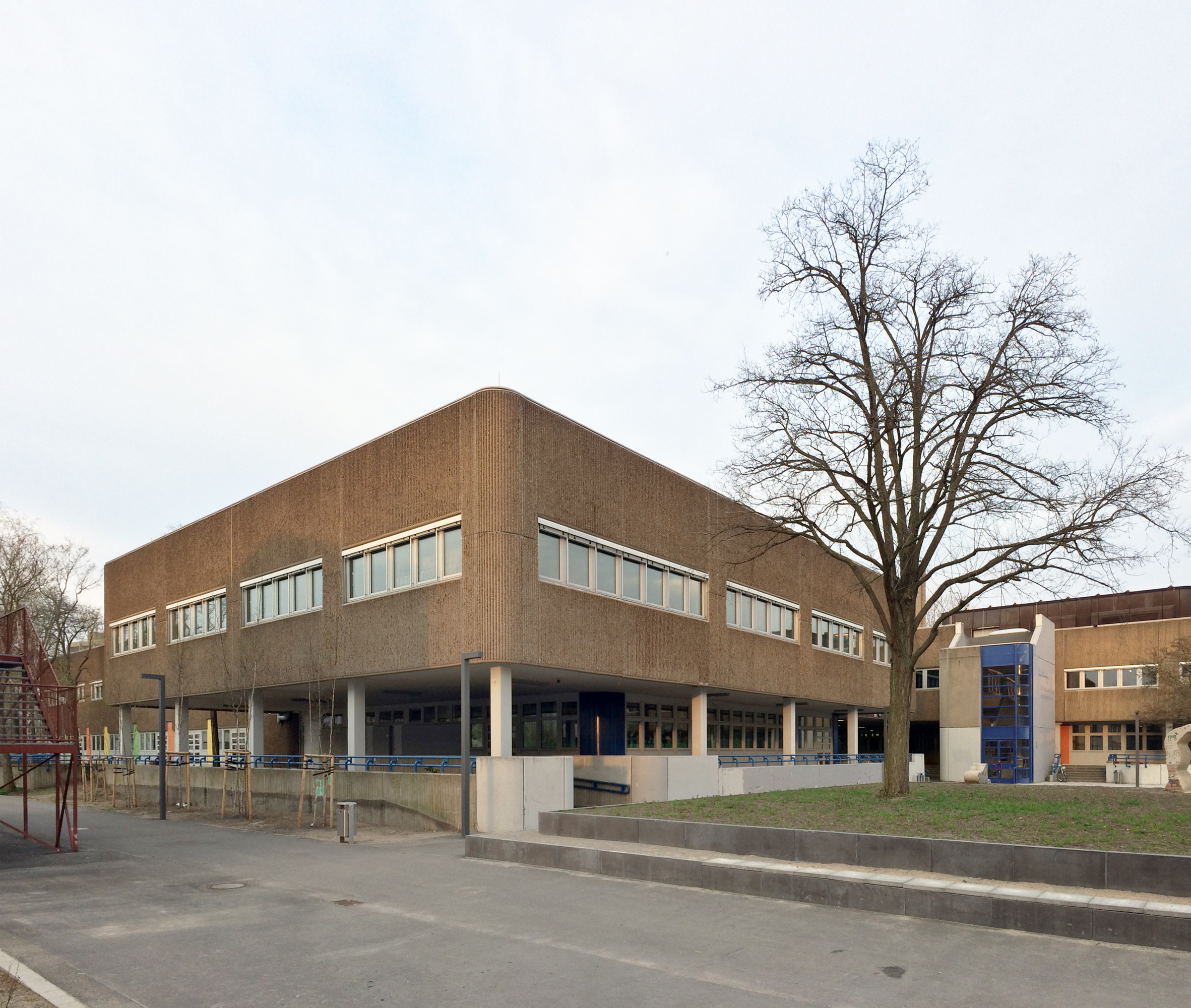
Arbeitsgruppe für Stadtplanung und Kommunalbau: Carl-von-Ossietzky-Schule
Arbeitsgruppe für Stadtplanung und Kommunalbau: Kita Reichenberger Straße 92–94
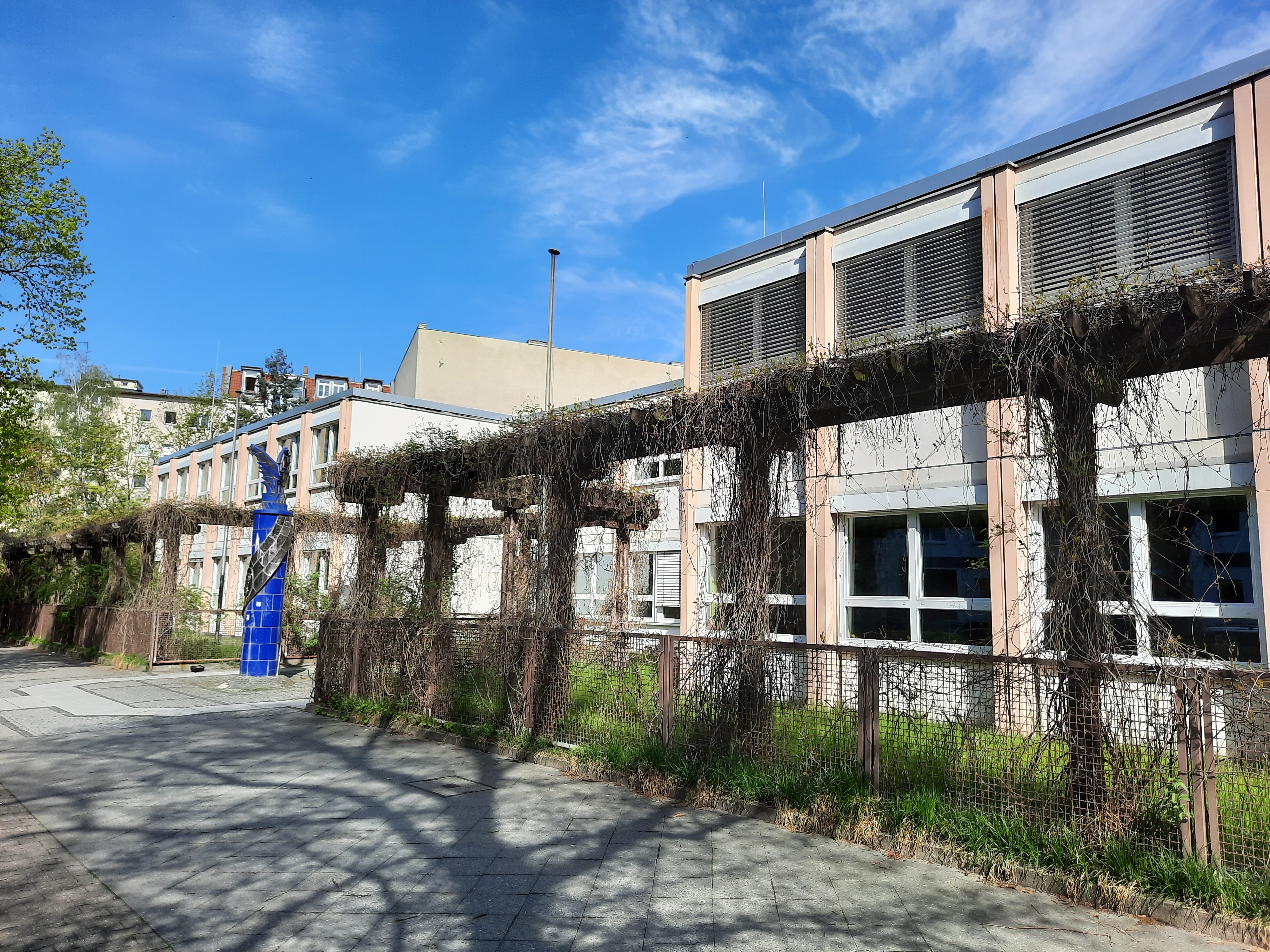
Arbeitsgemeinschaft Grundschulstandardisierung: Eichendorff-Grundschule
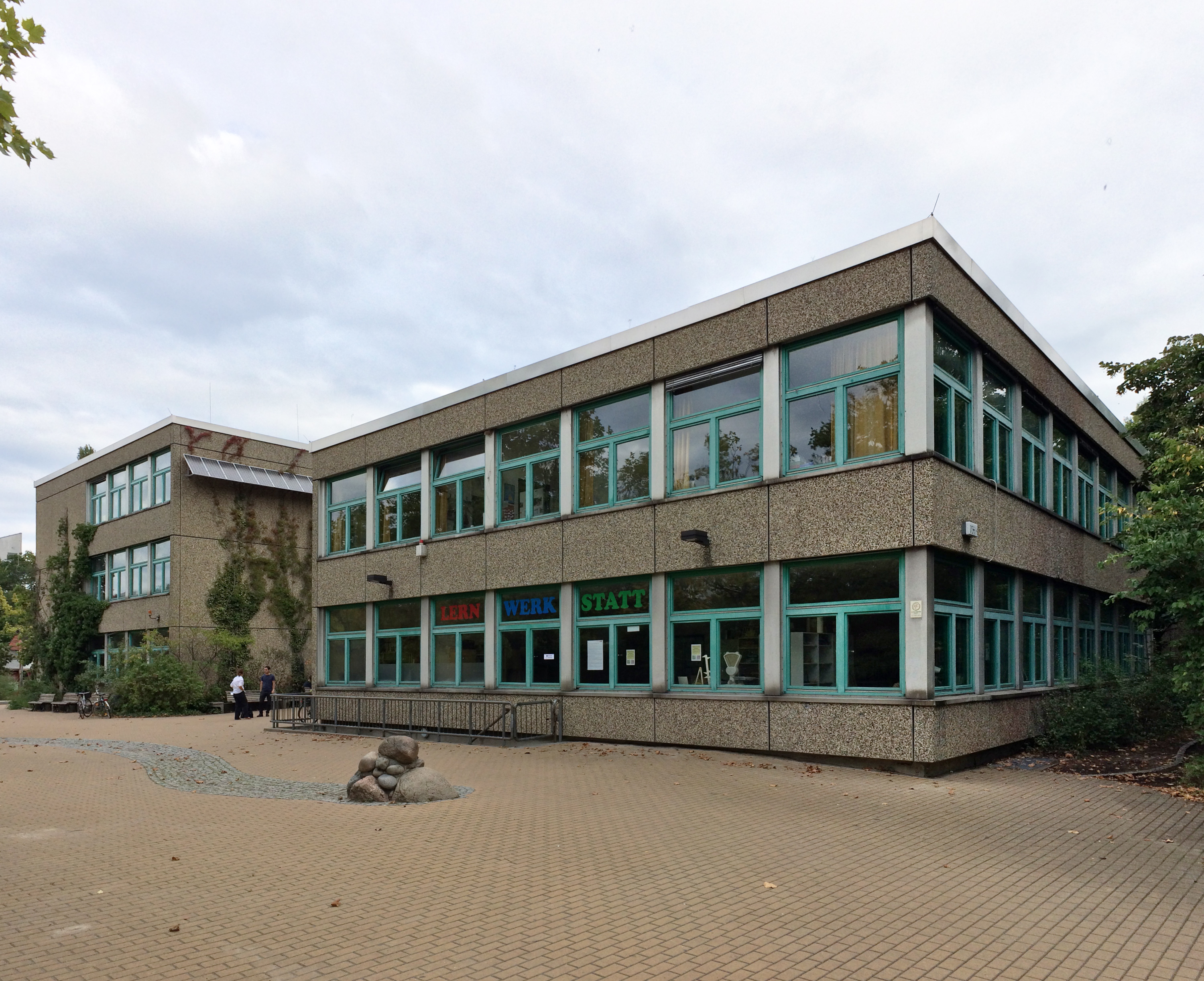
Arbeitsgemeinschaft Grundschulstandardisierung: Reinhardswald-Grundschule
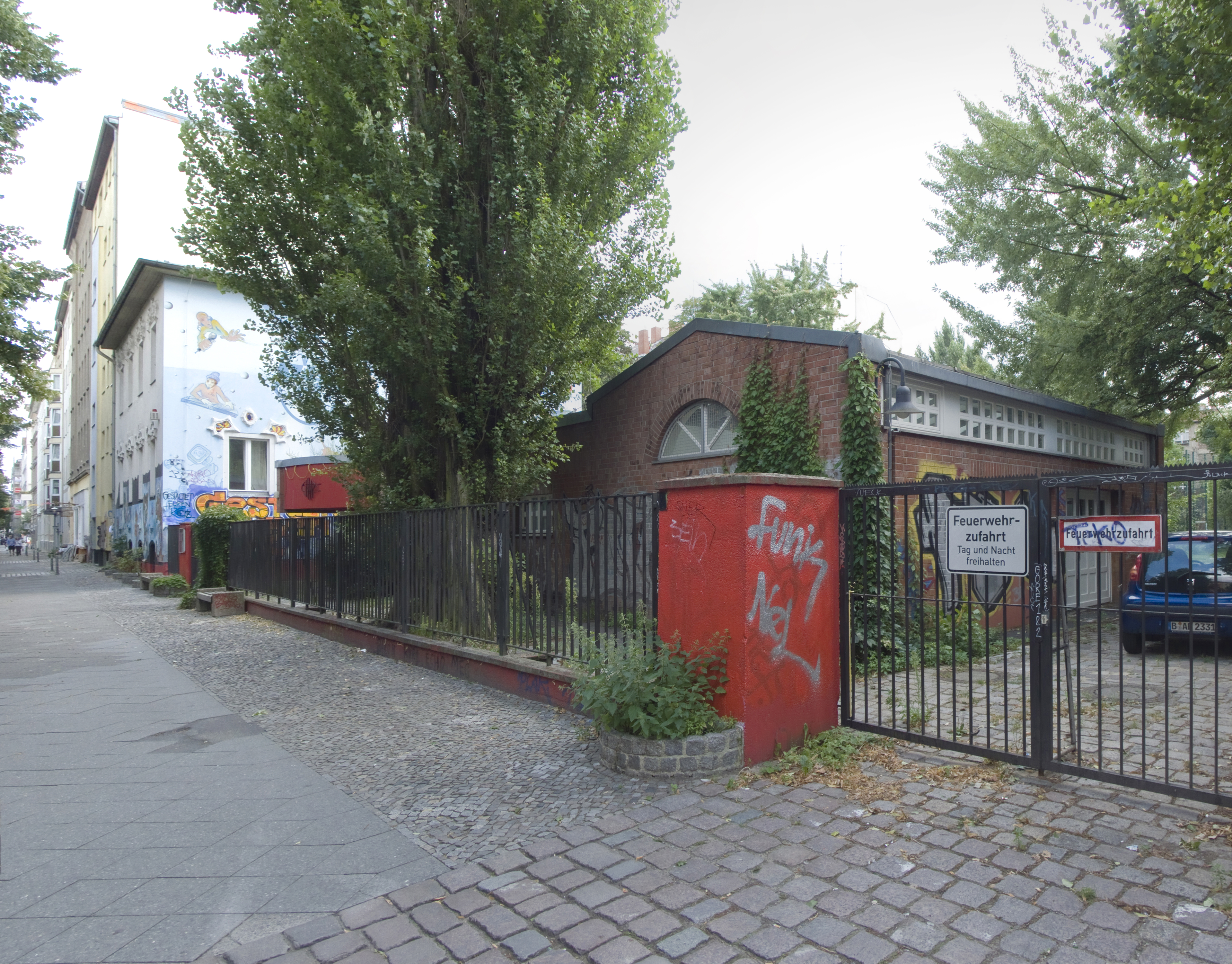
Mit Helga Schmidt-Thomsen: Jugendfreizeitheim, Reichenberger Straße 44/45
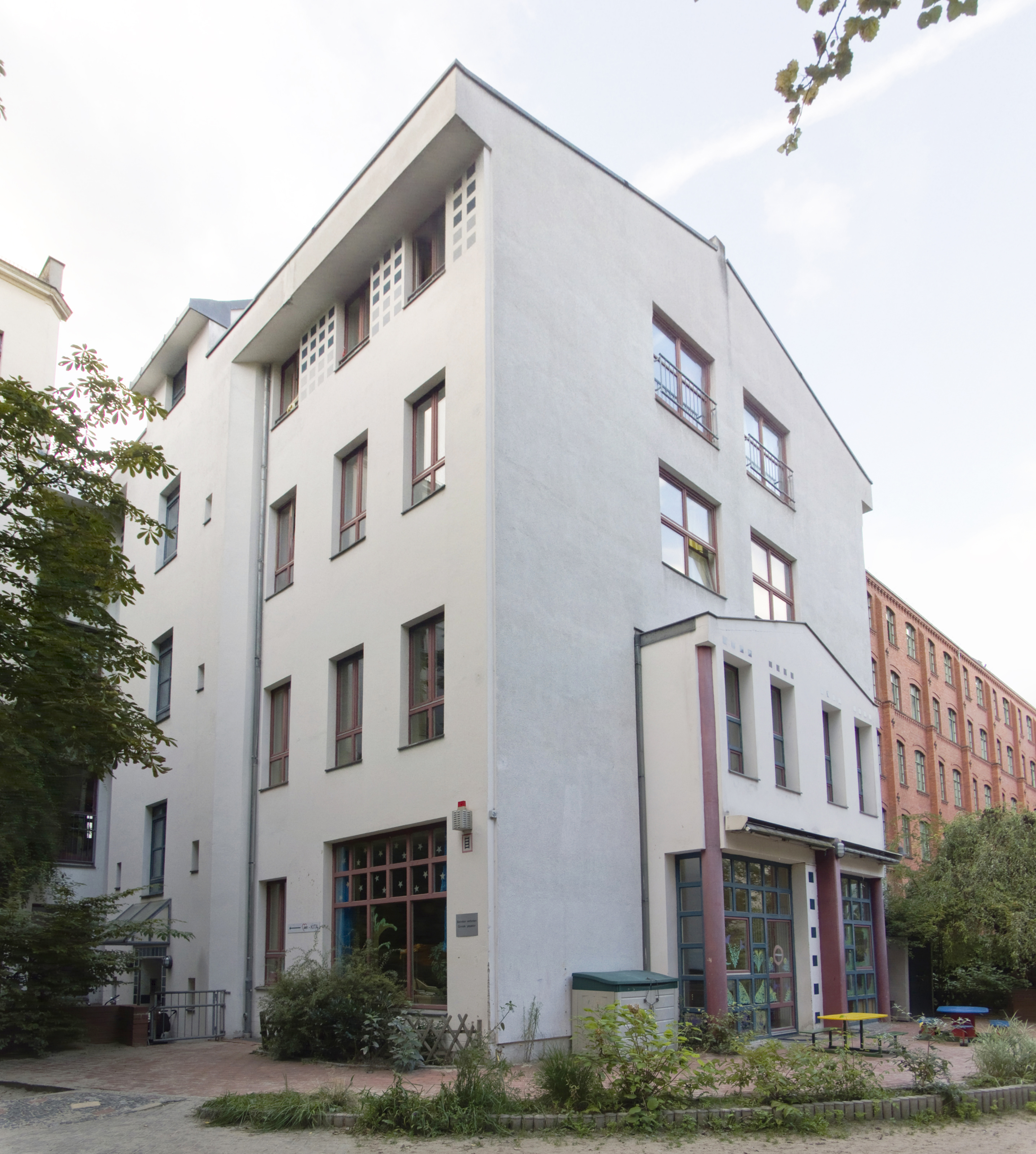
Mit Helga Schmidt-Thomsen: Kindertagesstätte, Reichenberger Straße 122